# Kościół Matki Bożej Różańcowej w Jastrzębiu-Zdroju
Kościół Matki Bożej Różańcowej – rzymskokatolicki kościół parafialny należący do parafii Matki Bożej Różańcowej w Moszczenicy Śląskiej w dekanacie Jastrzębie-Zdrój w archidiecezji katowickiej. Znajduje się w Moszczenicy, sołectwie Jastrzębia-Zdroju.
Świątynia została zaprojektowana przez architektów: H. Szołdrę i K. Kluzę. W czerwcu 1939 roku rozpoczęto kopanie fundamentów pod budowę kościoła. Jednakże wybuch II wojny światowej i zajęcie przez hitlerowców Moszczenicy spowodowało zatrzymanie prac budowlanych. Po wielu interwencjach i prośbach miejscowego proboszcza oraz dziekana wodzisławskiego Starostwo w Rybniku zgodziło się na kontynuowanie prac budowlanych. Nie trwało to jednak długo. Wybudowano jedynie mury wieży i ścian bocznych na wysokość 4 metrów ponad ziemią. Budowa została ponownie zatrzymana na polecenie władz hitlerowskich, a umieszczone na placu budowy materiały budowlane zostały zarekwirowane przez władze hitlerowskie. Materiały zostały przewiezione do Jastrzębia-Zdroju i zużyte do budowy domów. Po zakończeniu II wojny światowej, w 1947 roku dzięki staraniom księdza proboszcza Maksymiliana Kowalczyka podjęto dalszą budowę świątyni. Po trzech latach intensywnych prac, rozpoczęto przygotowanie do poświęcenia świątyni, którą oddano pod opiekę Matki Bożej Różańcowej, ponieważ rok 1950 (czyli rok zakończenia budowy) został przez papieża Piusa XII ogłoszony "Rokiem Maryjnym". Świątynia została poświęcona przez księdza biskupa Stanisława Adamskiego, ordynariusza katowickiego, w niedzielę, w dniu 8 października 1950 roku.
Świątynia znajduje się w gminnej ewidencji zabytków miasta Jastrzębie-Zdrój.